# Chiara Francini
 (juin 2025).
Si vous disposez d'ouvrages ou d'articles de référence ou si vous connaissez des sites web de qualité traitant du thème abordé ici, merci de compléter l'article en donnant les références utiles à sa vérifiabilité et en les liant à la section « Notes et références ».
Chiara Francini (née à Florence le 20 décembre 1976) est une comédienne italienne.

## Biographie
Née à Florence, mais depuis toujours résidente de Campi Bisenzio (Toscane), Chiara Francini est diplômée en littérature italienne. Elle débute professionnellement au Théâtre de la Limonaia de Sesto Fiorentino, sous la direction de Barbara Nativi. Avec celle-ci, elle joue dans Noccioline, un texte de Fausto Paravidino. 
Pendant deux années consécutives, elle participe au spectacle Faccia da comico au Théâtre Ambra Jovinelli de Rome, sous la direction artistique de Serena Dandini.
Elle apparaît pour la première fois à la télévision grâce à Marco Giusti, qui lui offre deux rôles récurrents dans ses émissions BlaBlaBla et Stracult ; viennent ensuite Radio Sex, d’Alessandro Baracco, et Le ragazze di San Frediano, du metteur en scène Vittorio Sindoni. En 2007, elle incarne Marzia Meniconi, l'une des protagonistes de la deuxième saison de la série Gente di mare (en français : Police maritime).
Entre 2007 et 2008, elle est engagée dans quatre films : Leonardo Pieraccioni la choisit pour le rôle de Giustina dans Una moglie bellissima, où elle chante elle-même les deux chansons de la comédie musicale Grease (ces deux chansons font partie de la bande originale du film) ; Francesco Patierno l’engage pour Il mattino ha l'oro in bocca ; Spike Lee, après l’avoir personnellement choisie, lui offre le rôle de Fabiola, l'une des victimes du massacre nazi de Sant'Anna di Stazzema dans le film Miracolo a Sant'Anna.
En 2008, Stefano Tummolini lui offre le rôle de Stella dans Un altro pianeta, film sélectionné à la Mostra de Venise 2008 dans la catégorie « Giornate degli autori », et lauréat du Queer Lion 2008.
En 2009, elle participe à la mini-série en deux épisodes intitulée Le segretarie del sesto, réalisée par Angelo Longoni, dans laquelle elle joue le rôle de Treccia, et au cinéma dans le film Feisbum! Le film, réalisé par Emanuele Sana. Ce film divisé en huit parties s’inspire du célèbre réseau social Facebook.
En 2010, elle apparaît une nouvelle fois sur le petit écran dans la série télévisée Tutti pazzi per amore 2, réalisée par Riccardo Milani, où elle incarne le personnage de Bea. On la retrouve ensuite dans le film noir La donna velata, réalisé par Edoardo Margheriti.
Elle participe ensuite aux films Maschi contro femmine (2010) et Femmine contro maschi (2011), tous deux réalisés par Fausto Brizzi, dans lesquels elle joue le rôle de Martha, une jeune homosexuelle. Elle apparaît par ailleurs dans C'è chi dice no, du réalisateur Giambattista Avellino, et dans le premier film de Luca Rea, Cacao, dans lequel elle joue le rôle de Paola.
En 2011, elle remporte le prix « Guglielmo Biraghi » dans la catégorie « Actrice Révélation de l'Année », attribué par les journalistes de cinéma au cours du 68e Festival International du Film de Venise.
Depuis 2011, elle a un rôle permanent dans l’émission télévisée Colorado.
Au cinéma, elle joue également dans le film La peggior settimana della mia vita, réalisé par Alessandro Genovesi. Pour la télévision (Rai Uno), elle incarne le personnage de Bea dans Tutti pazzi per amore 3 et dans le téléfilm Un Natale per due réalisé pour Sky Cinema, elle interprète également la Carmen de Bizet.
Elle a été choisie comme ambassadrice de Dolce et Gabbana pour la Campagne mondiale P/E 2012.
En 2021, elle est juge de la saison 1 de l'émission "Drag Race Italia", aux côtés de la drag queen Priscilla et de Tommaso Zorzi.
Son compagnon est l'homme d'affaires et ancien footballeur suédois Frederick Lundqvist.

## Carrière théâtrale
- Cioccolata, réalisé par Marcella Ermini (2001)
- Cemento, réalisé par  Stephan Oertili (2001)
- Noccioline, réalisé par  Barbara Nativi (2002)
- Romeo e Giulietta, réalisé par Francesco Tarsi (2002)
- Gli amori di William, réalisé par Michele Panella, Sandra Garuglieri et Simona Arrighi (2002)
- Il pittore di Madonne o nascita di un quadro, Michel Bouchard réalisé par Barbara Nativi (2002)
- E se Dante fosse stato un cantautore, réalisé par Sandro Dieli (2002)
- Antonio e Cleopatra, réalisé par Francesco Tarsi (2003)
- Scene pauliste, réalisé par Debora Dubois (2004)
- Festival Amore Mio, réalisé par Serena Dandini (2004)
- Sogno di una notte di mezza estate, réalisé par Francesco Tarsi (2004)
- Maledetta Primavera show, réalisé par Fabrizio Angelini (2004)
- Faccia da comico, réalisé par Serena Dandini (2005)
- Naftalina, réalisé par Stefano Messina (2006)

## Filmographie partielle

### Cinéma
- Fortezza Bastiani, réalisé par Michele Mellara et Alessandro Rossi (2002)
- Sei p. in cerca d'autore, réalisé par Giampaolo Morelli - court métrage (2003)
- Tutti all'attacco, réalisé par Lorenzo Vignolo (2005)
- L'inferno secondo noi, réalisé par Giovanni Giacobelli - court métrage (2005)
- Una moglie bellissima, réalisé par Leonardo Pieraccioni (2007)
- La canarina assassinata, réalisé par Daniele Cascella (2007)
- Lillo e Greg - The movie!, réalisé par Luca Rea (2007)
- Bulli si nasce, réalisé par Massimo Cappelli - court-métrage  (2007)
- Il mattino ha l'oro in bocca, réalisé par Francesco Patierno (2008)
- Miracolo a Sant'Anna, réalisé par Spike Lee (2008)
- Un altro pianeta (One day in a life), réalisé par Stefano Tummolini (2009)
- Feisbum! Il film - épisode : Gaymers, réalisé par Emanuele Sana (2009)
- Questione di gusti, réalisé par Pappi Corsicato - court-métrage  (2009)
- Garçons contre filles, réalisé par Fausto Brizzi (2010)
- Femmine contro maschi, réalisé par Fausto Brizzi (2011)
- C'è chi dice no, réalisé par Giambattista Avellino (2011)
- Amici miei - Come tutto ebbe inizio, réalisé par Neri Parenti (2011)
- La peggior settimana della mia vita, réalisé par Alessandro Genovesi (2011)
- 2011 : Un Natale per due de Giambattista Avellino
- 2012 : Buona giornata de Carlo Vanzina
- 2013 : Pazze di me de Fausto Brizzi
- 2019 : Martin Eden de Pietro Marcello

### Télévision
- Affari Tuoi, réalisé par Gigli (2004-2005)
- Bla bla bla, de Marco Giusti, réalisé par David Emmer (2005)
- Stracult, de Marco Giusti, réalisé par David Emmer (2005)
- Radio Sex, réalisé par Alessandro Baracco (2006)
- Le ragazze di San Frediano, réalisé par Vittorio Sindoni (2006)
- Lillo e Greg, réalisé par Luca Rea (2007)
- Piloti, réalisé par Celeste Laudisio (2007)
- Gente di mare 2, réalisé par Andrea Costantini et Giorgio Serafini (2007)
- Camera Café réalisé par Fabrizio Gasparetto (2007)
- Don Matteo 6 - épisode : Il fratello di Natalina, réalisé par Giulio Base (2008)
- Romanzo criminale - La serie, réalisé par Stefano Sollima (2008)
- La scelta di Laura, réalisé par Alessandro Piva (2009)
- Le segretarie del sesto, réalisé par Angelo Longoni (2009)
- La donna velata, réalisé par Edoardo Margariti (2010)
- Tutti pazzi per amore 2, réalisé par Riccardo Milani (2010)
- Tutti pazzi per amore 3, réalisé par Laura Muscardin (2011)
- Nero Wolfe, réalisé par Riccardo Donna (2012)

## Émissions TV
- Colorado (Italia 1, 2011)
- Aggratis! (Rai 2, 2013)
- Fashion style (La 5, 2013)

## Prix et distinctions
- 68e Festival du Film International de Venise, Prix Guglielmo Biraghi (2011) comme « Actrice Révélation de l'année ».
- Capri, Hollywood, « Actrice de l'année » (2011), Capri.
- Prix Aphrodite (2011) comme « Jeune actrice brillante », Rome.
- Prix Renzo Montagnani (2010), Florence.